# Sabile
Sabile ( výslovnost) je město v Lotyšsku nacházející se na území kraje Talsi. V roce 2010 zde žilo 1404 obyvatel.
Ve městě se nachází nejsevernější doložená vinice v Evropě. Má rozlohu cca 1ha.